# ام‌وی لانگلند
ام‌وی لانگلند (به انگلیسی: MV Langeland) یک کشتی بود که طول آن ۱۳٫۲ متر (۴۳ فوت) بود. این کشتی در سال ۱۹۹۱ ساخته شد.